# Eckard Lindemann
Eckard Lindemann (* 8. Juni 1937 in Stettin; † 17. Februar 2023) war ein deutscher Jurist und Kommunalpolitiker (CDU in Berlin). Er war von 1979 bis 1985 Bezirksbürgermeister von Berlin-Charlottenburg. 

## Leben
Lindemann kam 1948 aus Stettin nach Berlin. Am Schillergymnasium in Charlottenburg legte er 1957 das Abitur ab und studierte von 1957 bis 1961 an der Freien Universität Berlin, an der Universität Saarbrücken und Rheinischen Friedrich-Wilhelms-Universität Bonn Rechtswissenschaft. Von 1961 bis 1965 war er Referendar beim Oberlandesgericht Celle und legte in Berlin die Staatsexamen ab. Danach war er Rechtsanwalt und Notar.
Lindemann war seit 1960 Mitglied der CDU, 1971 stellvertretender Kreisvorsitzender und von 1971 bis 1975 Bezirksverordneter in Charlottenburg sowie von 1978 bis 1979 Mitglied des Berliner Abgeordnetenhauses. 1979 wurde er Kreisvorsitzender. Von 1979 bis 1985 war er Bezirksbürgermeister von Charlottenburg.
In seine Zeit als Bezirksbürgermeister fiel die Korruptionsaffäre um Baustadtrat Wolfgang Antes, mit dem er in einer persönlichen Fehde lag. Während im Amtsbereich von Antes wiederholt Akten verschwanden, so dass intern vom „Bermudadreieck“ die Rede war, nannte der Baustadtrat seinen Vorgesetzten Lindemann ungeniert „Chaoten-Ecki“. Diese Animositäten beherrschten auch den Charlottenburger Kreisverband der CDU, hatten möglicherweise dort sogar ihren Ursprung. Lindemann wurde 1985 von Baldur Ubbelohde abgelöst. Nach seinem Rückzug aus der Politik ließ er sich als Rechtsanwalt und Notar in Berlin-Spandau nieder und war im Bereich Erbrecht und Immobilienrecht tätig.

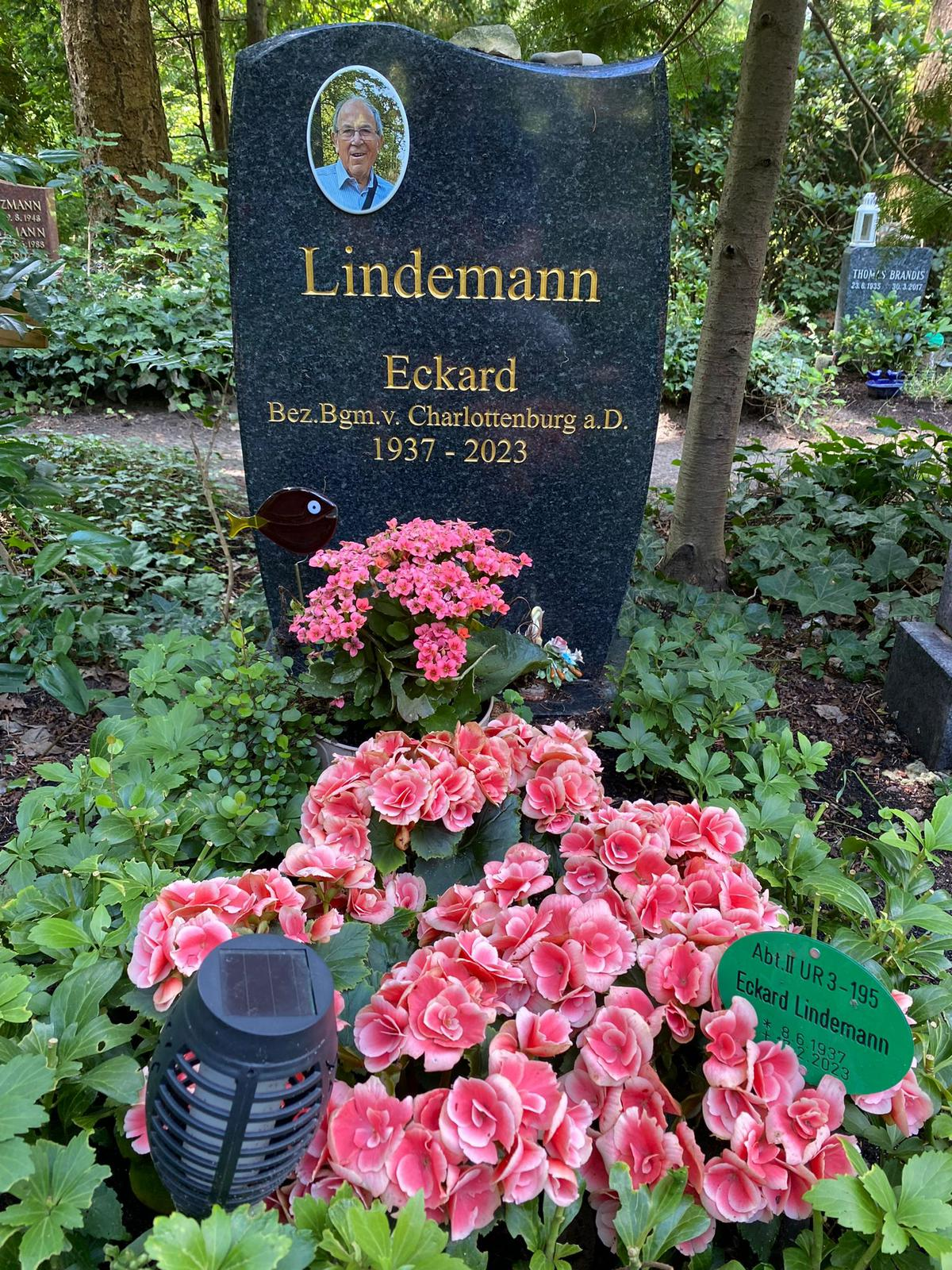
Grabstätte auf dem Friedhof Heerstraße

Eckard Lindemann war verheiratet und hatte vier Kinder. Seine letzte Ruhestätte fand er auf dem Friedhof Heerstraße.